# 611 (Gran Valparaíso)

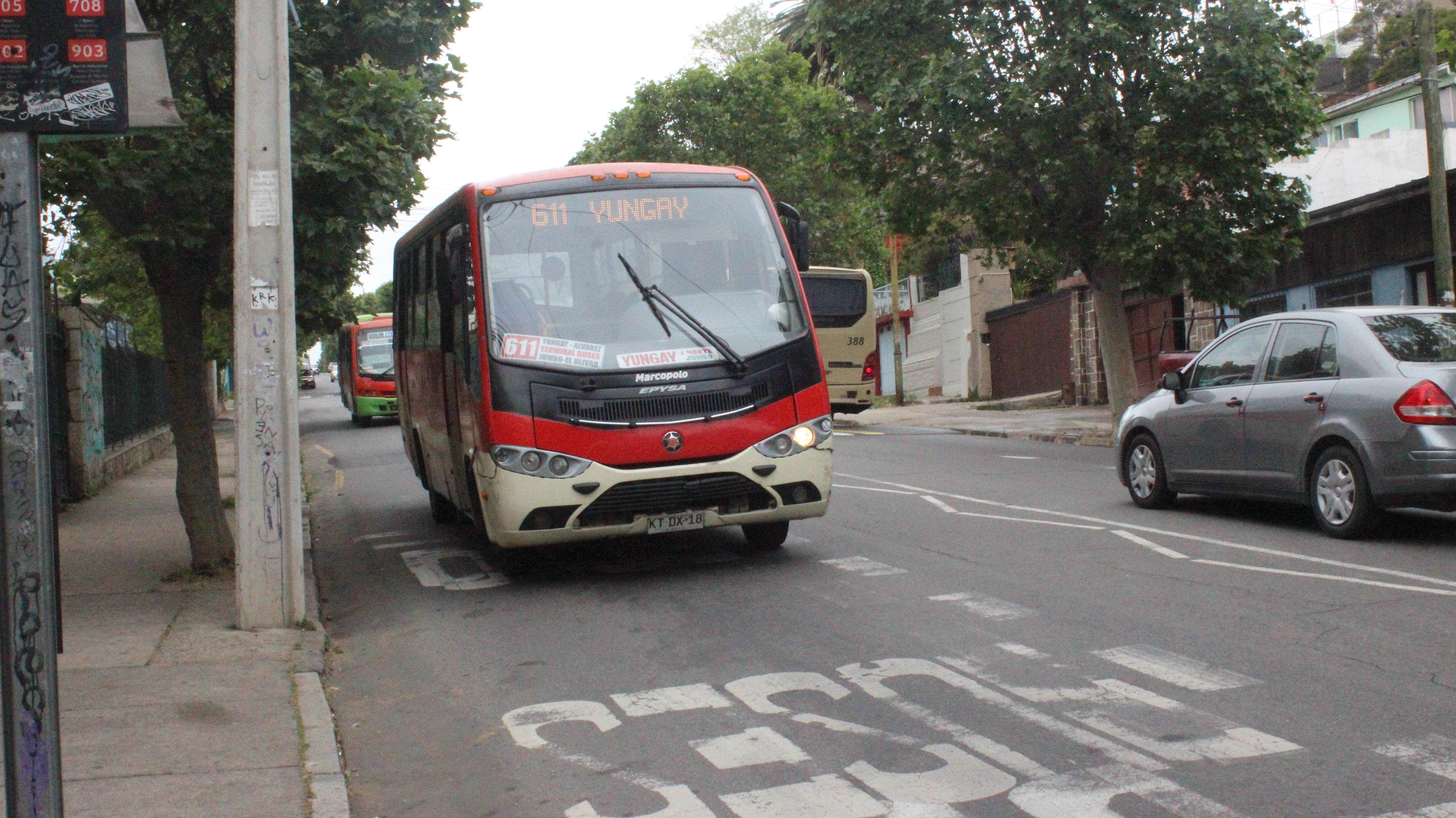
611 camino hacia El Olivar

El Recorrido 611 (ex línea 17 central placeres) es una línea de buses urbanos de la ciudad de Valparaíso. Opera desde el sector de Villa Independencia pasando también por el sector El Olivar en la comuna de Viña Del Mar hasta el sector de la población Montedonico de Playa Ancha de la comuna de Valparaíso.
Forma parte de la Unidad 6 del sistema de buses urbanos de la ciudad de Gran Valparaíso, siendo operada por la empresa de Buses central placeres bajo el nombre de Buses Del Gran Valparaíso S.A.

## Zonas que sirve
|  | Viña Del Mar |
|  | Valparaíso   |

## Recorrido
| - Viña Del Mar - Augusto Dhalmar - Plaza Independencia - Pablo Neruda - Millaray - Av. El Tamarugal - Parinacota - Visviri - Parinacota - Av. El Tamarugal - Doñihue - Calbuco - Tomé - Antuco - Av. El Tamarugal - Camino Troncal - 1 Norte - Puente Cancha - Av. La Marina - Arlegui - Von Schroeders - Av. Valparaíso - Viana - Av. España - Valparaíso - Av. España - Av. Argentina - Chacabuco - Edwards - Av. Brasil - Blanco - Plaza Aduana - Av. Antonio Varas - Av. Altamirano - Caleta El Membrillo - Av. El Parque - Av. Playa Ancha - Av. Quebrada Verde - Levarte - Santa María - Baden Powell - Alfredo Vargas Stoller - Joaquin Venegas - Carlos Pezoa Veliz | - Valparaíso - Carlos Pezoa Veliz - Joaquin Venegas - Alfredo Vargas Stoller - Bandel Powell - Santa Maria - Levarte - Av. Quebrada Verde - Vista Hermosa - Levarte - Av. Playa Ancha - Av. El Parque - Caleta El Membrillo - Av. Altamirano - Av. Antonio Varas - Plaza Aduana - Cochrane - Esmeralda - Condell - Edwards - Yungay - Av. Argentina - Av. España - Viña Del Mar - Av. España - Álvarez - Quillota - Av. Valparaíso - Puente Cancha - 1 Norte - Camino Troncal - Av. El Tamarugal - Antuco - Tomé - Calbuco - Doñihue - Av. El Tamarugal - Parinacota - Visviri - Parinacota - Av. El Tamarugal - Millaray - Pablo Neruda - Plaza Independencia - Augusto Dhalmare |